# Raupendermatitis

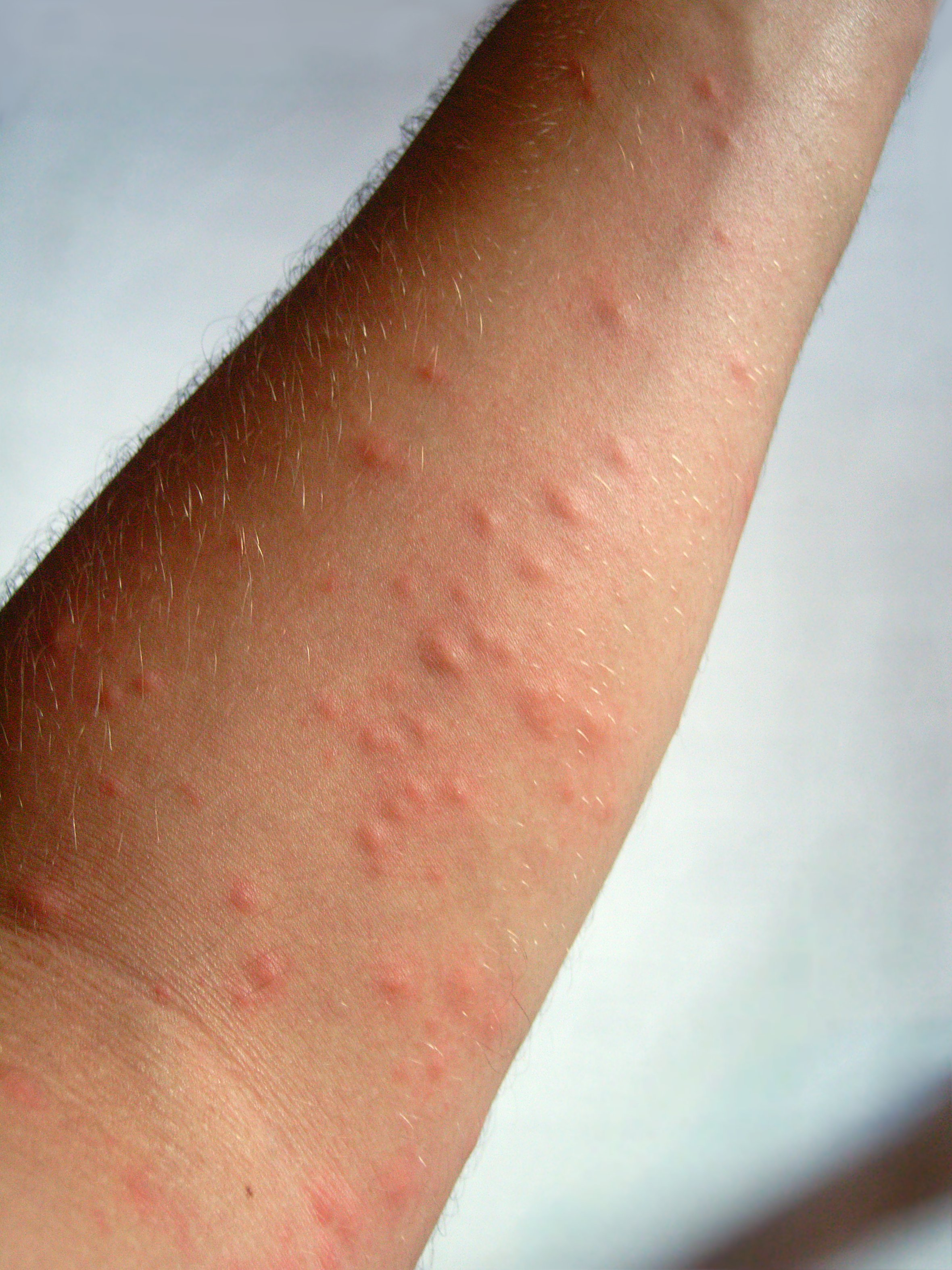
Raupendermatitis am Arm

Die Raupendermatitis oder Erucismus ist eine von den Raupen der Prozessionsspinner (Thaumetopoeinae) in Mitteleuropa, insbesondere des Eichen-Prozessionsspinners (Thaumetopoea processionea), verursachte Dermatose. Das in den Brennhaaren der Raupen enthaltene Thaumetopoein löst dabei allergische Hautreaktionen aus.

## Klinik
Bevorzugt im Bereich der freiliegenden Hautregionen (obere Extremitäten und Nacken), finden sich scharf begrenzte, hellrote Erytheme, urtikarielle Papeln und Kratzexkoriationen. Die klinische Symptomatik wird in der Literatur als Lepidopterismus (Lepidoptera = Schmetterlinge) beschrieben. Es sind pseudoallergische Reaktionen, die durch Ausschüttung von Histamin und weiterer Kinine hervorgerufen werden können: Insbesondere kommt es zu einer stark juckenden toxisch-irritativen Dermatitis und zu Reaktionen wie Kontakturtikaria, Konjunktivitis, Pharyngitis, Bronchitis und Asthmabeschwerden, vor allem bei Patienten mit überempfindlichem Bronchialsystem, aber auch Allgemeinsymptome wie Fieber und Krankheitsgefühl wurden beschrieben. Auch einzelne Fälle von anaphylaktoiden Reaktionen bis hin zum anaphylaktischen Schock sind beobachtet worden.

## Therapie
Die Behandlung besteht in einer symptomatischen Therapie mit kortisonhaltigen Externa (d. h. Salben), ophthalmologischen Externa und internen Antihistaminika. Bei Beschwerden des Respirationstraktes werden inhalative Beta-Mimetika und inhalative Kortikoide empfohlen. Selten wird eine systemische Kortisongabe nötig.

## Vorbeugung
Die wichtigste Maßnahme ist die Vorbeugung und die möglichst umgehende Beseitigung des Raupenbefalles in Wohngebieten. Das verweist auf die große Bedeutung einer zutreffenden Diagnose, der dann die sofortige Alarmierung der entsprechenden Institutionen, z. B. der Forsteinrichtungen und Feuerwehr folgen muss. Diese veranlassen die erforderlichen Schutzmaßnahmen und führen die Bekämpfung durch:
Die befallenen Bäume werden zur Abtötung der Eigelege abhängig von der Jahreszeit und damit der Entwicklungsphase der Eichen-Prozessionsspinner mit Insektiziden besprüht, die Nester unter entsprechenden Schutzkautelen wie Atemschutz und Schutzanzügen abgetragen und abgeflammt.

## Tiermedizin
Prozessionsspinner-Raupen sind auch für Hunde und Katzen gefährlich, die die Raupen aus Neugier beschnüffeln oder aber jagen und verzehren. Dies kann zu schweren Entzündungen von Nasen- und Maulschleimhaut führen, die sich bis hin zu Nekrosen der Zunge entwickeln können.